# Józef Rafał Kłoda Badowski
Józef Rafał Kłoda Badowski herbu Poraj – pisarz grodzki lubelski w latach 1765-1769, łowczy rawski w 1764 roku, regent grodzki chełmski w latach 1759-1765, wicesgerent chełmski w latach 1750-1753, regent grodzki grabowiecki w latach 1749-1750.